# ال پینو
او پاینو (به اسپانیایی: El Pino) یکی از دهستان‌های اسپانیا است.

## خصوصیات
او پاینو ۱۳۳ کیلومترمربع مساحت و ۴٬۹۴۰ نفر جمعیت دارد.